# Бракко, Джованни Винченцо
Джованни Винченцо Бракко (итал. Giovanni Vincenzo Bracco; 14 марта 1835 года, Торраццо, Сардинское королевство — 19 июня 1889 года, Иерусалим) — католический прелат. В 1873—1889 годах — Патриарх Иерусалима латинского обряда Римско-католической церкви. В 1866—1873 годах — Титулярный епископ Магидуса. В 1873—1889 годах — Великий магистр ордена Святого Гроба Господнего Иерусалимского.

## Биография

### Ранние годы и образование
14 марта 1835 года родился в Торраццо (Пьемонт).
Обучался в гимназию и лицей в Порто-Маурицио (ныне, часть города Империя. Его обучение было немалой жертвой для его семьи, которая вела очень скромный образ жизни, занимаясь сельским хозяйством. Во время учёбы в Порто-Маурицио он решил стать священником. Он сумел преодолеть экономические трудности и 10 октября 1854 года поступил в семинарию в Альбенга, чтобы посвятить себя изучению богословия. В 1855 году его переводят в недавно созданный колледж Brignole Sale, учебное заведение по подготовке миссионеров. 18 июня 1859 года он был рукоположен в священники и около года оставался в колледже, как священник-студент.

### Священник на Святой Земле
Окончил колледж Brignole Sale 27 апреля 1860 года и после двухнедельного пребывания в Риме отправился из Чивитавеккьи в Яффу, куда и прибыл 23 мая 1860 года, а 26 мая прибыл в Иерусалим, где и начал своё служение в качестве священника-миссионера. Сначала служил в качестве учителя философии, а через два года, стал ректором семинарии (в возрасте 27 лет).
Был соучредителем крупнейшего детского дома в Вифлееме.

### Епископ и патриарх
2 марта 1866 года назначен вспомогательным епископом Иерусалима и титулярным епископом Магидуса. Епископская ординация состоялась 13 мая 1866 года. Становится генеральным викарием и продолжает работать в качестве ректора семинарии. Подготовил Положение о духовенстве патриаршей епархии Иерусалима.
С 21 марта 1873 года по 19 июня 1889 года — Патриарх Иерусалимский и великий магистр ордена Святого Гроба Господнего Иерусалимского.
В 1889 году заболел неизлечимой пневмонией, которая привела к летальному исходу. Умер 19 июня 1889 года в Иерусалиме. Ему было 54 года, но из них 23 года он был епископом и 16 патриархом. Он был похоронен в патриаршей церкви, рядом с Патриархом Валерга, его предшественником и наставником.